# La Nava de Ricomalillo

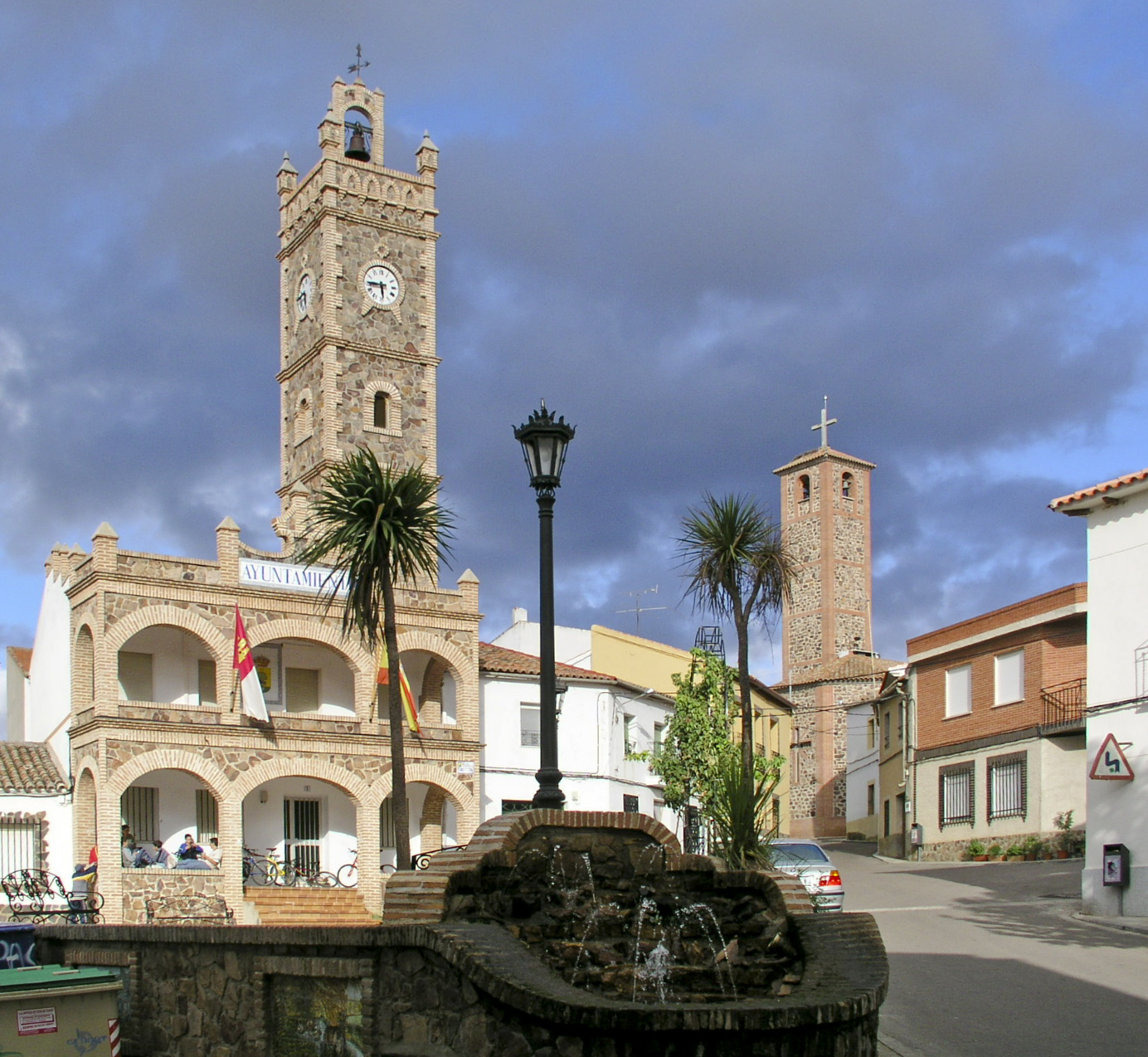
Kommunhuset i La Nava de Ricomalillo.

La Nava de Ricomalillo är en ort och kommun i provinsen Toledo i den autonoma regionen Kastilien-La Mancha i centrala Spanien. Orten ligger cirka 86 kilometer sydväst om Toledo. Kommunen har 515 invånare (2024), på en yta av 39,53 km².

## Geografi
Samhället ligger i en dal omgiven av höga berg. Omgivningen är bergig med branta bergssidor. Bland de karakteristiska träden för området finns stenek, olivträd och  tall. Klimatet är inlandsklimat. Kommunen hör till comarcan La Jara och gränsar till Aldeanueva de Barbarroya, Belvís de la Jara, Sevilleja de la Jara, El Campillo de la Jara och La Estrella.